# Boos (Landas)
Boos (en occitano Bòsc) era una comuna francesa situada en el departamento de Landas, de la región de Nueva Aquitania, que el uno de enero de 2017 pasó a ser una comuna delegada de la comuna nueva de Rion-des-Landes al fusionarse con la comuna de Rion-des-Landes.

## Demografía
| Gráfica de evolución demográfica de Boos entre 1800 y 2014 |
|                                                            |

Los datos demográficos contemplados en este gráfico de la comuna de Boos se han cogido de 1800 a 1999 de la página francesa EHESS/Cassini, y los demás datos de la página del INSEE.